# Grupo Desportivo de Oliveira de Frades
El Grupo Desportivo de Oliveira de Frandes es un equipo de fútbol de Portugal que juega en la Segunda División de Viseu, de la quinta categoría de fútbol en el país.

## Historia
Fue fundado en el año 1945 en la localidad de Oliveira de Frandes del distrito de Viseu y el club llegó a jugar en la desaparecida Tercera División de Portugal en cuatro temporadas, y también han participado en pocas ocasiones en la Copa de Portugal.

## Uniforme
El uniforme del club es completamente de color azul con algunos detalles en blanco; y el segundo uniforme generalmente es de color blanco en su totalidad.

## Palmarés
- Primera División de Viseu: 1

2014/15